# Калининская оборонительная операция
Калининская оборонительная операция — оборонительная операция советских войск правого крыла Западного фронта (с 17 октября Калининского фронта), проведённая 10 октября-4 декабря 1941 года в ходе битвы под Москвой во время Великой Отечественной войны.
После окончания оборонительной операции началась Калининская наступательная операция.

## Силы сторон

### Германия
ГА «Центр» (генерал-фельдмаршал Ф. фон Бок)
- 9-я армия (генерал-полковник А. Штраус)
  - 6-й армейский корпус (генерал О. Фёрстер): 110-я пд, 26-я пд
  - 27-й армейский корпус (генерал А. Вегер): 86-я пд,162-я пд, 255-я пд
- 3-й танковая группа (генерал Г. Райнхардт)
  - 41-й мотокорпус (генерал В. Модель):[4]1-я тд, 6-я тд, 36-я мотодивизия

### СССР
В начале операции — войска правого крыла Западного фронта и оперативная группа Н. Ф. Ватутина Северо-Западного фронта, в последующем на основании директивы Ставки ВГК от 17 октября 1941 г. 19 октября 1941 г. для прикрытия столицы с северо-запада под командованием генерал-полковника И. С. Конева был сформирован Калининский фронт из части сил Западного фронта (22-я, 29-я, 30-я и 31-я армии):
- - 22-я армия (генерал-майор В. А. Юшкевич, с 19.10.1941 генерал-майор В. И. Вострухов)
  - 29-я армия (генерал-лейтенант И. И. Масленников)
  - 30-я армия (генерал-майор В. А. Хоменко)
  - 31-я армия (уже 12.10.1941 передала свои дивизии 29-й армии, управление выведено в резерв; с 21.10.1941 командующий — генерал-майор В. А. Юшкевич)
  - Резерв фронта в составе: 183-й стрелковой и 54-й кавалерийской дивизий.

Помимо четырёх армий в состав фронта вошли 183-я, 185-я, 246-я стрелковые дивизии, 46-я и 54-я кавдивизии, 46-й мотоциклетный полк, 8-я танковая бригада Северо-Западного фронта (комбриг полковник Ротмистров) и 21-я танковая бригада резерва ставки ГК (командир полковник Скворцов).
Тем не менее, к 17 октября немцы имели численное превосходство в пехоте в 1,9 раз, танках - в 3,5, орудиях - в 3,3, пулемётах - в 3,2 раза.

## Проведение операции
У правого крыла ЗФ была задача - не допустить прорыва немцев к Калинину. Для этого к 10 октября 22 А, 29 А и 31 А отошли на рубеж оз. Пено, восточнее Нелидово, Сычёвка.
В тот же день немецкие 3 тг и 9 А начали наступать на Калинин и, несмотря на упорное сопротивление советских войск, 17 октября взяли город.
Основная задача немцев: создать котел силами 9 А и 3 ТГ на северном фланге ГА «Центр» и наступать в тыл советского Северо-Западного фронта.
Но советские войска оказали ожесточенное сопротивление: 5-я сд подполковника П. С. Телкова, прибывшая позже 256-я сд генерала С. Г. Горячева и калининские ополченцы под командованием ст. лейтенанта Долгорука отошли в северо-западную часть города и удерживали её до 17 октября.
Атака 21-й танковой бригады в Калинине
В этот день 21-я танковая бригада, выгрузившись на станциях Завидово и Решетниково, совершила марш в обход Московского моря, форсировала реки Шоша и Лама, атаковала немецкие войска, двигавшиеся в направлении Калинина по Тургиновскому и Волоколамскому шоссе.
Часть танков прорвалась к ж/д вокзалу, а танк № 3 (командир ст. сержант Горобец) прошёл через весь город и вышел в расположение немецкой 5-й сд. 21-я танковая бригада не освободила Калинин, но сумела нанести большой урон живой силе противника.
Попытку немецких войск (41-го мк 3-й тг) прорваться во фланг и в тыл СЗФ отразили войска опергруппы Ватутина.
Неудачное немецкое наступление
Противник, наращивая усилия на калининском направлении, развернул 9 А на север - с задачей уничтожить войска Калининского фронта в р-не Старица-Ржев-Зубцов, в дальнейшем наступать на Вышний Волочек, а правым флангом в р-н Калинина.
Задача 3 тг: нанести удар на Вышний Волочек и с 9 А отрезать пути отхода основным силам Калининского и Северо-Западного фронтов. 

Авиационный налет на Калинин. Страница в немецкой газете.

Однако попытку немецкого 41-го мк 16 октября наступать на Торжок пресекли, войска отрезали и к 21 октября уничтожили.
Вместе с тем, не нанесла удар советская 29 А во фланг немецкому 41 мк. По решению командарма войска отвели за р. Тьма - это позволило противнику закрепиться у Калинина.
24 октября немецкая 9 А с двумя мотодивизиями 5-го мк начала наступать на Торжок с рубежа Ржев-Старица. Но преодолеть сопротивление 22 А и 29 А они не смогли. В конце октября их остановили на рубеже рек Большая Коша-Тьма, немцы перешли здесь к обороне.
Советские войска при поддержке авиации ежедневно атаковали немцев в р-не Калинина. В результате 23 октября фон Бок выпустил директиву -  приостановить наступление через Калинин.
Так, энергичные удары Красной армии в р-не Калинина хотя и не привели к овладению городом, но сорвали задачу, ради которой 3 тг разворачивалась от Москвы на север.
Фронт стабилизировался
С ноября фронт на калининском направлении стабилизировался на рубеже Селижарово-р.Большая Коша-р.Тьма-сев. и вост. окраины Калинина-западный берег Волжского водохранилища. Наступление обеих сторон в полосе обороны Калининского фронта в ноябре территориального успеха не имели. Удар во фланг и тыл Северо-Западного фронта был сорван, участие 9 А в наступлении на Москву исключено.
Маршал И. С. Конев характеризовал этот период войны так:

Непрерывные и кровопролитные сражения, которые хотя и не приносили нам ощутительных территориальных успехов, но сильно изматывали врага и наносили колоссальный урон его технике.
С 13 октября по 5 декабря в боях части Калининского фронта уничтожили до 35 тысяч немецких солдат и офицеров, подбили и захватили 150 танков, 150 орудий разного калибра, большое количество мотоциклов и автомашин, сбили 50 самолётов.
Активной обороной и наступательными действиями они сковали 13 немецких пехотных дивизий, не позволив перебросить их под Москву, где развернулись решающие сражения.
К исходу операции войска Калининского фронта занимали по отношению к северному флангу группы армий «Центр» охватывающее положение, выгодное для перехода в наступление. Несмотря на то, что эти бои не приносили крупных территориальных завоеваний, в них изматывались силы немцев, а части Калининского фронта приобретали боевую закалку.

## Боевые действия авиации
Военно-воздушные силы Калининского фронта состояли из пяти авиационных полков, которые прибыли на аэродромы в последней декаде октября. До образования Калининского фронта боевые действия на этом направлении поддерживала авиация Западного фронта, Московской зоны обороны и дальнебомбардировочная авиация.
Авиация Калининского фронта для поддержки обороняющихся войск наносила удары по основным группировкам противника на поле боя и на маршрутах движения, а также уничтожала врага на аэродромах. 18 октября ВВС фронта блокировали аэродром в районе Калинина и вывели из строя до 40 немецких самолётов.
В третьей декаде октября в ВВС Калининского фронта прибыло усиление: 132-й пикирующий бомбардировочный полк (13 самолётов Пе-2), 10-й истребительный(17 самолётов МиГ-3), 193-й истребительный (19 самолётов ЛаГГ-3), 569-й штурмовой (20 штурмовиков Ил-2) и 5-й истребительный (20 самолётов ЛаГГ-3). Таким образом на 1 ноября ВВС Калининского фронта на 1 ноября были укомплектованы 89 самолётами (13 Пе-2, 39 ЛаГГ-3, 17 МиГ-3 и 20 Ил-2). Авиации фронта противостояли 175 самолётов люфтваффе разных типов.
ВВС Калининского фронта располагая всего пятью полками, в октябре произвели сравнительно небольшое количество самолёто-вылетов и наносили удары главным образом по войскам противника, расположенным в районе Калинина. Кроме того, авиация фронта прикрывала коммуникации и вела разведку. Боевая деятельность авиации  фронта возросла в ноябре.

## Итог
В результате операции советские войска активной обороной и наступательными действиями, предпринятыми в конце ноября, сковали 13 пехотных дивизий группы армий «Центр», не позволили перебросить их под Москву, где развернулись решающие бои.
Войска Калининского фронта, заняв охватывающее положение по отношению к северному флангу группы армий «Центр», сорвали попытки немецких войск осуществить прорыв на Торжок — Вышний Волочек с целью окружения войск Западного и Северо-Западного фронтов.
Однако в управлении войсками со стороны командования и штаба Калининского фронта допускались ошибки в оценке возможностей противника и своих войск. Это привело к невыполнению войсками фронта замысла главного командования.
Фронту не удалось ни окружить группировку противника в Калинине в октябре, ни прикрыть московское направление в середине ноября 1941 года.